# آمپی‌سیلین
آمپی‌سیلین (به انگلیسی: Ampicillin)
رده درمانی: آنتی‌بیوتیک‌های بتالاکتام
اشکال دارویی: کپسول، شربت، آمپول

## موارد مصرف
آمپی‌سیلین یکی از داروهای خانواده پنی سیلین‌ها و از دسته بتالاکتام‌ها است. این دارو همانند آموکسی‌سیلین از رده آمینوپنی‌سیلین‌ها است و خصوصیات مشابهی با آموکسی‌سیلین دارد اما جذب خوراکی به مراتب کمتری دارد؛ از این رو در درمان عفونت‌های گوارشی و ادراری یا به صورت تزریقی مصرف می‌شود.

## مکانیزم اثر
این دارو با اتصال به پروتئین متصل شونده به پنی‌سیلین (PBP) باعث مهار ترانس پپتیدازها می‌شود و باعث ممانعت از ساخت پپتیدو گلیکان‌های دیواره سلولی باکتری و تخریب دیواره سلولی باکتری می‌شود. آمپی‌سیلین به بتالاکتاماز حساس است و باکتری‌های تولیدکننده بتالاکتاماز در برابر آن مقاومند.

## اثر ضدمیکروبی
این دارو افزون بر عملکردی که همانند پنی‌سیلین دارد به علت تغییرات شیمیایی‌اش طیف ضد میکروبیش گسترش یافته و توانایی اثر بر شماری از باکتری‌های گرم منفی را نیز دارد.

### باکتریهایگرم مثبتحساس
- استرپتوکوکها
- پنوموکوک حساس به پنی‌سیلین
- انتروکوک فکالیس
- گونه‌های استافیلوکوک غیرتولیدکننده بتالاکتاماز
- لیستریا (برخلاف پنی‌سیلین این باکتری بسیار حساس به آمپی‌سیلین است)

### باکتریهایگرم منفیحساس
(انواع غیرتولیدکننده بتالاکتاماز)
- هموفیلوس آنفلوانزا
- نیسریا مننژیتیدیس
- نیسریا گونوره
- ای-کولای
- پروتئوس میرابیلیس
- سالمونلاها
- به‌طور کلی در مورد باسیل‌های گرم منفی قویتر از پنی‌سیلین است.

### سینرژی و افزایش طیف
- این دارو همراه با آمینوگلیکوزیدها به کار می‌رود و در این ترکیب عملکرد ضد انتروکوک خوبی نشان می‌دهد.
- همراه با مهارکننده بتالاکتاماز همچون سولباکتام نیز تولیده شده که طیف ضدمیکروبی گسترده‌تری دارد.

### مقاومت
مقاومت به این دارو در مناطق جغرافیایی خاصی دیده شده‌است. به‌طور کلی این ارگانیسم‌ها نسبت به آمپی‌سیلین مقاومند:
- اکثر گونه‌های استافیلوکوک، ای-کولای، هموفیلوس آنفلوانزا، موراکسلا، نیسریا گونوره، سالمونلا و شیگلا.

## کاربردهای بالینی
این دارو در بسیاری از عفونتهای حساس کاربرد دارد، شامل عفونتهای صفراوی، برونشیت، اندوکاردیت، عفونتهای گوارشی، تنفسی، لیستریوزیس، عفونت استرپتوککی حین زایمان، پریتونیت، سپتیسمیا، تب تیفوئید و پاراتیفوئید و عفونتهای ادراری.
با این حال بروز مقاومت در بسیاری از میکروب‌ها کاربرد این دارو را به عنوان خط اول درمانی کاهش داده است.

## عوارض جانبی
شبیه پنی‌سیلین جی بوده و شایعترین عارضه راش پوستی کهیری یا ماکولوپاپولر است. به ویژه در آمپی‌سیلین و آموکسی‌سیلین راش اریتماتوز ماکولوپاپولر که معمولاً ۷ روز پس از تجویز دارو مشاهده می‌شود قابل توجه است. این راش مصرف سایر بتالاکتام‌ها را ممنوع نمی‌کند ولی هشداری است برای انجام تست پوستی حساسیت قبل مصرف آنها. همچنین دیده شده که این راش به خصوص در افراد مبتلا به مونونوکلئوز عفونی (EBV. glandular fever) و سایر اختلالات لنفوئید همچون لوسمی لنفی یا در بیماران دچار اچ.آی.وی. عوارض گوارشی شامل تهوع و استفراغ، اسهال می‌شود. همچنین مصرف همزمان این دارو با آلوپورینول باعث افزایش احتمال ایجاد راش می‌شود.

### تداخل دارویی
ترکیب آمپی‌سیلین سدیم این دارو با آمینوگلیکوزیدها تداخل دارد و مصرف همزمان آن‌ها توصیه نمی‌شود.